# Chrysanthemum ×grandiflorum
Hybride
Classification phylogénétique
Chrysanthemum ×grandiflorum, le Chrysanthème des fleuristes est une espèce de plante à fleurs du genre Chrysanthemum de la famille des Asteraceae. Il est aussi appelé Chrysanthème d'automne ou Chrysanthème horticole car c'est une plante ornementale vivace à floraison automnale (sauf pour certains cultivars qui ont perdu ce trait ancestral). 
Tous les chrysanthèmes horticoles appartiennent à un énorme complexe d'hybrides conçu par les jardiniers d'abord en Chine à partir du Ve siècle, puis au Japon à partir du VIIIe siècle et en Europe à partir du XIXe siècle, et actuellement, presque partout dans le monde.
Plusieurs études faites dans les années 2000 par les chercheurs chinois s'accordent à considérer que le complexe d'hybrides est dérivé par un long processus d'hybridations qui se seraient produites entre Chrysanthemum vestitum, C. indicum, C. lavandulifolium, C. nankingense et C. zawadskii,.
Ce complexe est généralement dénommé par les botanistes Chrysanthemum ×grandiflorum Ramat. ou Chrysanthemum ×morifolium Ramat. Souvent le signe × entre les deux termes n'est pas spécifié.

## Nomenclature
La première description botanique du chrysanthème des fleuristes revient à Thomas d'Audibert de Ramatuelle. En 1792, dans le Journal d'histoire naturelle (page 233), ce botaniste provençal décrit la plante cultivée, à grosses fleurs purpurines, ramenée de Chine par le navigateur marseillais Blancard, sous les noms de « Camomille à grandes fleurs », Anthemis grandiflora. Il insiste pour la distinguer du Chrysanthemum indicum de Linné à petits capitules jaunes. Il propose dans une note de l’appeler aussi Chrysanthemum morifolium. De ce premier plant cultivé ramené de Chine en 1789 par Blancard puis de ceux ramenés par l'habile aventurier botaniste Fortune (de Chine en 1846 et du Japon en 1863) vont être créés en Europe des milliers de cultivars et hybrides. Joints aux milliers de cultivars développés indépendamment en Chine et au Japon, on a actuellement un gigantesque complexe de cultivars (estimé de 20 000 à 30 000,) que les botanistes sont convenus d'appeler :
- soit Chrysanthemum grandiflorum nom donné par Broussonet en 1805 (Elenchus Plantarum Horti Botanici Monspeliensis[8] 15) basé sans le dire, sur la description de Ramatuelle de Anthemis grandiflora Ramatuelle[5]. C'est le cas de Tela Botanica qui adopte Chrysanthemum ×grandiflorum Ramat[9].
- soit Chrysanthemum morifolium basé sur la note de Ramatuelle du même article de 1792. C'est le cas de GRIN qui adopte Chrysanthemum ×morifolium Ramat[10].

En Chine, les chrysanthèmes horticoles, nommés zāipéi júhuā 栽培菊花, auraient comme parents principaux, d'après Zhou Jie, C. vestitum et C. indicum suivis par C. zawadskii, C. nankingense, C. lavendulifolium, var. aromaticum, C. dichrum, etc.
Au Japon, les chrysanthèmes des fleuristes, nommés Higo-giku (ひご-ぎく), viennent d'après Fukai de C. indicum var. procumbens × C. zawadskii var. latifolium.
Synonymes taxonomiques :
- Dendranthema grandiflorum (Ramat.) Kitam.
- Chrysanthemum sinense var. vestitum Hemsl.
- Pyrethrum sinense DC.
- Matricaria indica Mill.
- Dendranthema morifolium (Ramat.) Tzvelev
- Chrysanthemum vestitum (Hemsl.) Stapf
- Chrysanthemum stipulaceum W.Wight
- Chrysanthemum sinense Sabine
- Chrysanthemum purpureum Pers.
- Chrysanthemum morifolium Ramat.
- Anthemis stipulacea Moench
- Anthemis grandiflora Ramat.
- Anthemis artemisiifolia Willd.

## Description

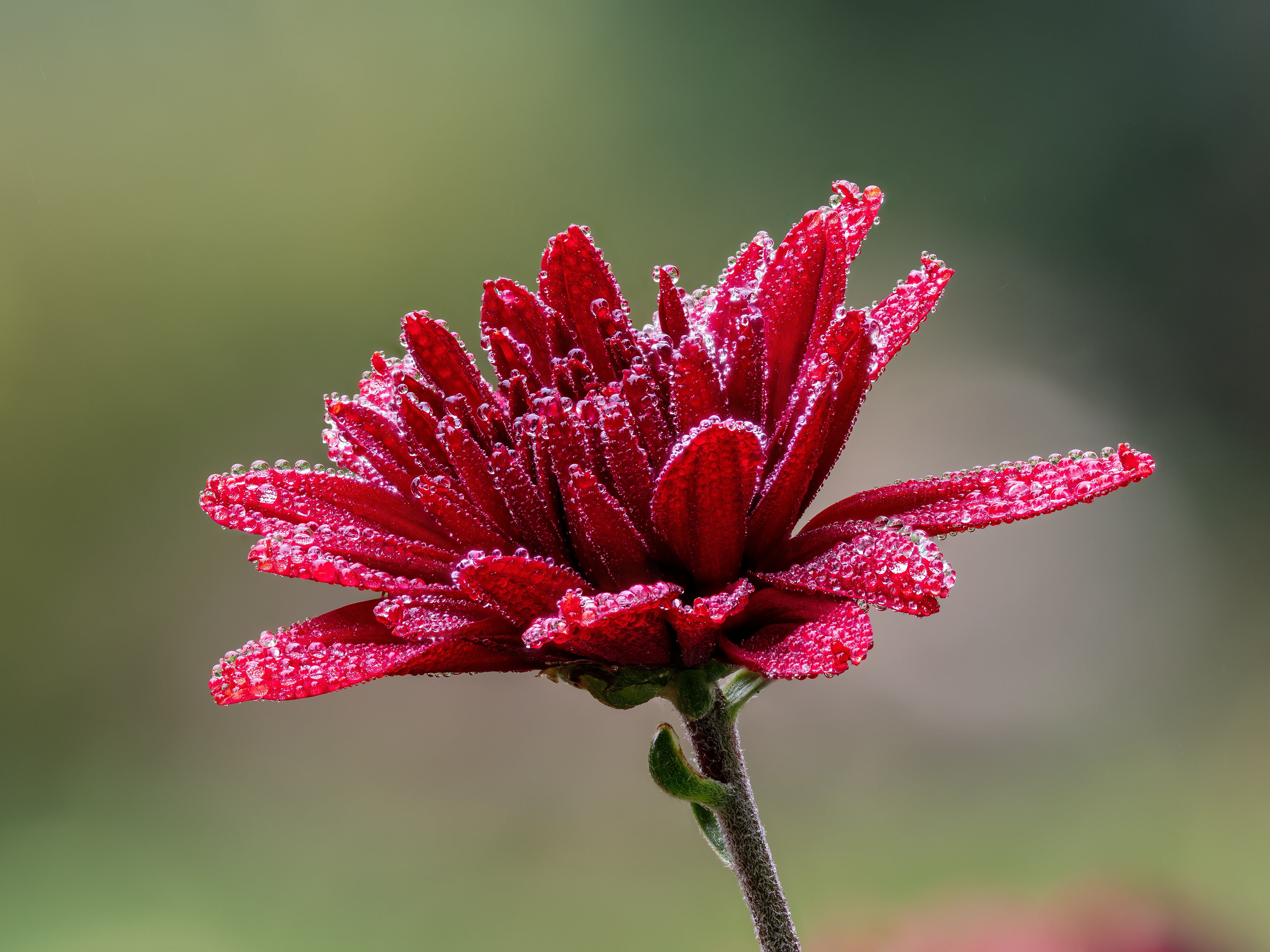
Fleur de Chrysanthemum ×grandiflorum ou morifolium pleine de rosée en Bavière. Octobre 2019

Il n'est pas facile de donner une description anatomique de l'énorme complexe d'hybrides de chrysanthèmes des fleuristes. Au cours du millénaire et demi de culture, plusieurs dizaines de milliers de cultivars différents ont été obtenus, avec des capitules de forme, de taille et de couleur très différentes. C'est principalement en regardant les feuilles que l'on peut savoir qu'il s'agit d'un chrysanthème.
Le chrysanthème des fleuristes est un arbrisseau pérenne pouvant faire de 20 cm à 1,50 mètre de haut. Les tiges presque ligneuses à leur base sont érigées ou étalées. Les nombreux rameaux, séricés (soyeux, couverts d'un court duvet), forment une touffe dense.
Les feuilles caduques apparaissent au printemps. Elles sont alternes, lobées à pinnatifides, dentées. Elles font jusqu'à 12 cm de long, sont charnues et couvertes de poils gris. Elles exhalent une forte odeur lorsqu'elles sont froissées. La floraison s'étale de septembre pour les hâtifs, à janvier pour les tardifs.
Les capitules typiques sont radiés, c'est-à-dire formés de fleurons périphériques, femelles, zygomorphes, à ligules et de fleurons centraux actinomorphes, tubulés, bisexués. Les bractées externes sont herbacées, à marge scarieuse étroite.
Il existe des variétés à fleurs simples qui ont une allure de marguerites et des variétés à fleurs doubles, à l'allure de pompons plus ou moins gros. Les couleurs se déclinent en blanc, jaune, rose, orange, rouge, pourpre et même vert.

## Histoire de la culture des chrysanthèmes des fleuristes
Le Chrysanthemum indicum comme son nom ne l'indique pas, est originaire de Chine, de Corée et du Japon. Il a donné lieu à une culture dans ces pays à partir du Ve siècle et à des hybridations avec d'autres espèces sauvages. Mais ce n'est qu'à partir du XVIIe siècle que les Européens ont découvert ses cultivars horticoles.

### Asie de l'Est

#### Chine

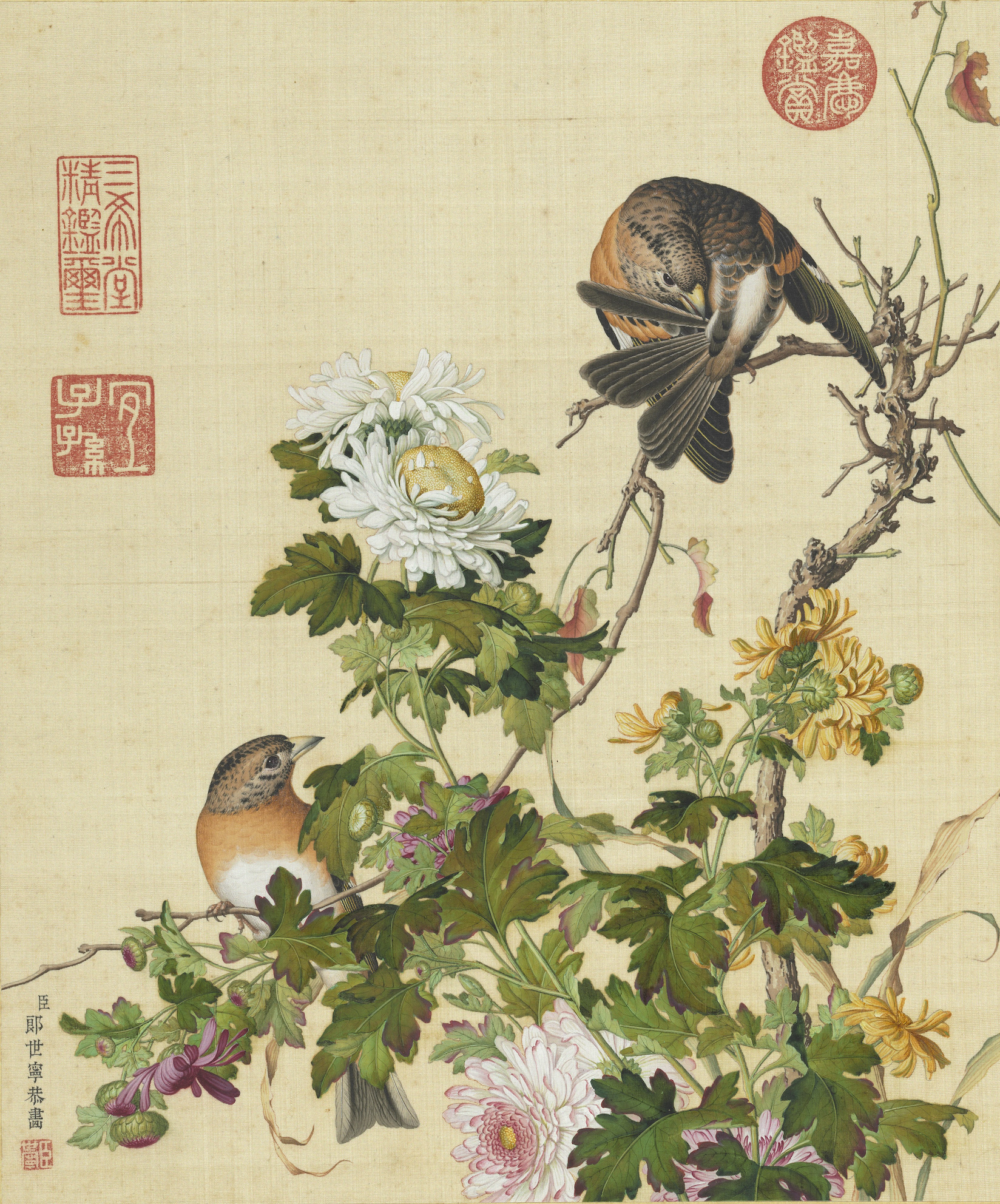
Chrysanthèmes de l' Album Xian'e Changchun《仙萼長春冊》de Castiglione (1688-1766).

On trouve des occurrences du caractère jū 菊 dans les textes classiques les plus anciens. Bien qu'il soit difficile d'identifier la notion précise d'espèce acquise à l'époque moderne par ce caractère (jū=Chrysanthemum indicum) avec la valeur qu'il pouvait avoir dans l'antiquité, on observe toutefois qu'on ne devait pas en être bien éloigné puisque le Classique des rites (禮記 liji), rédigé durant la période des Royaumes combattants (Ve au IIIe siècle avant notre ère), indique qu'à l'époque où les oies migrent « les jū ont des fleurs jaunes ». Par contre, la mention d'une plante nommée é 莪 dans l'ouvrage chinois le plus ancien, le Classique des vers (shījīng 詩經), n'a été qu'à tort assimilée au chrysanthème.
Le chrysanthème fut d'abord apprécié en Chine comme plante médicinale. Il est classé dans la plus ancienne matière médicale chinoise, le Shennong bencao jing (début de notre ère), dans la catégorie des drogues supérieures et fait partie des produits liés à la recherche de l'immortalité. « En prise prolongée, il lève l'inhibition du sang et du qi, allège le corps, ralentit le vieillissement et prolonge la vie » dit-le classique. L'« allègement du corps » était un but visé pour atteindre l'état éthéré des Immortels capables de voler et de « chevaucher les nuages ».
À partir des dynasties Jin et Tang (du Ve siècle donc), le chrysanthème commença à être apprécié comme plante ornementale, tout en continuant à être consommé pour des raisons diététiques (comme alicament, dirait-on maintenant). Sa culture doit remonter à cette époque.
Les odes à la gloire des chrysanthèmes commencent à apparaître, comme celles du poète Tao Yuanming.
La première monographie portant sur les chrysanthèmes a été publiée en 1104 (sous les Song). L'auteur, Liu Mengquan 刘蒙泉 classe les chrysanthèmes suivant leurs couleurs : les normaux sont jaunes, puis viennent les blancs, les pourpres et enfin les rouges. Il recense en tout 35 variétés cultivées qu'il put observer dans les jardins près des sanctuaires bouddhistes des grottes de Longmen. L'ouvrage de Liu est d'une qualité remarquable et n'a jamais été dépassé par tous ceux qui ont suivi jusqu'au début du XIXe siècle, d'après Needham et Lu.
Au XVIe siècle, le célèbre médecin et herboriste, Li Shizhen 李时珍, dans son Grand Traité de Matière Médicale, signale une centaine de variétés cultivées. Il leur attribue quelques propriétés médicinales comme « éliminer la chaleur et les toxines », « améliorer l'acuité visuelle » etc. En 1630, un recensement compte plus de 500 cultivars et environ 2 000 au début du XXe siècle.
Il existe actuellement une ville au sud de Canton, du nom de Xiaolan 小榄镇, célèbre pour sa culture des chrysanthèmes. Tous les ans, s'y tient un Festival du chrysanthème où les différents producteurs du pays y présentent leur production les plus remarquables. La neuvième Exposition de chrysanthèmes de Xiaolan Zhongshan en 2007, a rassemblé 108 exposants sur 288 000 m2

#### Japon
Les chrysanthèmes cultivés chinois furent importés au Japon au VIIIe siècle et devinrent le symbole du pouvoir et de la gloire de l'Empereur. Le sceau impérial du Japon représente une fleur de chrysanthème à 16 pétales.

### Europe

#### Les premières descriptions botaniques
La botanique scientifique européenne s'est formée au XVIIe siècle-XVIIIe siècle, à une époque où le Japon (et encore plus la Chine) était fermé aux étrangers.
Toutefois en 1641, les Japonais entrouvrirent leur pays en octroyant l'île artificielle de Dejima dans la baie de Nagasaki au commerce avec les Hollandais. Des naturalistes Européens, comme Kaempfer puis Thunberg, pourront commencer à décrire la flore d'Asie Orientale.
Le premier auteur Européen à mentionner le chrysanthème est Jacobus Breynius (Jacob Breyn) en 1689 dans son Prodromus Plantarum Rariorum. Ce marchand et botaniste de Dantzig le décrit sous le nom de Matricaria japonica maxima, comme une plante à fleurs fort élégantes, doubles, rosées ou rouge clair et existant sous plusieurs variétés. Il affirme dans son ouvrage qu'elle est cultivée en Hollande, mais s'il en fut ainsi, elle dut disparaitre car depuis on n'en trouve aucune trace.
Dans Species Plantarum, (1753), l'ouvrage à l'origine de la nomenclature moderne, Linné créé le genre Chrysanthemum (repris de Pitton de Tournefort, 1694) auquel il rapporte Chrysanthemum indicum. Ce nom, mentionné pour la première fois, va être considéré jusqu'à l'époque actuelle comme l'espèce principale à l'origine des chrysanthèmes d'automne cultivés. Lorsqu'il rédige sa description, il ne dispose pourtant que d'informations très partielles et hétérogènes. Il cite les spécimens de Rumphius (Matricaria sinensis, plante chinoise importée dans les Moluques), de Rheede (Tsjetti-pu, probablement plante chinoise importée en Inde), ainsi que ceux d'un botaniste anglais, Leonard Plukenet (1641-1706), décédé depuis un demi-siècle et qui n'avait qu'une connaissance de seconde main des Matricaria sinensis qu'il illustra sous forme d'une plante à petites fleurs doubles, de couleur jaune et d'un Chrysanthemum madraspatanum qui lui fut donné par un marchand du nom de Du Bois qui commerçait avec les Indes Orientales. Linné mentionne aussi la description qu'il avait faite dans Flora Zeylanica (1747) d'un spécimen de l'herbier collecté par Hermann entre les années 1670 et 1677, dans l'île de Ceylan (un Matricaria sinensis à grosses fleurs).
Tous les chrysanthèmes d'automne cultivés en Europe vont provenir d'importations de cultivars de Chine et du Japon, effectuées après 1789, soit 36 ans plus tard. Paradoxalement, le seul auteur les ayant décrites sur place, Kaempfer, ne sera pas cité par Linné. Et ces belles sino-japonaises recevront l'appellation malencontreuse de Chrysanthemum indicum, « chrysanthème des Indes ». Et pour compliquer un peu plus les choses, les botanistes qui viendront par la suite, considéreront que ce terme désigne une espèce sauvage d'Asie-Orientale et que le complexe d'hybrides horticoles doit être désigné par un autre terme.
Le naturaliste Carl Peter Thunberg, ancien élève de Linné, se rendra lui aussi à Dejima, en 1775–1776, comme chirurgien. Dans l'édition de 1784 de Flora Japonica, il mentionne Chrysanthemum indicum, Kik, Kikf vel Kikku,. Il note qu'il est très cultivé dans les maisons et les jardins, qu'on le trouve à l'état sauvage et qu'il fleurit durant l'été et l'automne.

#### L'introduction et la culture des chrysanthèmes d'automne en Europe

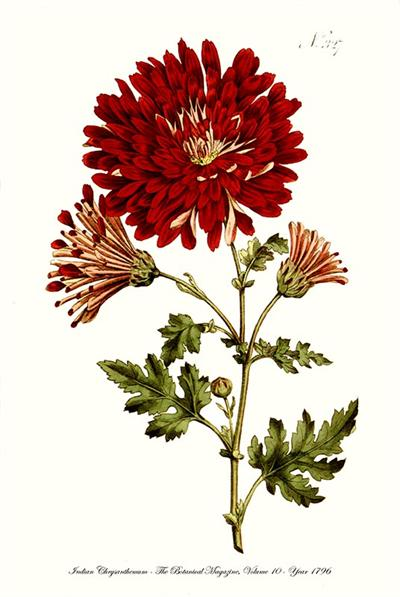
Illustration du chrysanthème Old Purple accompagnant l'article de Curtis dans le Botanical Magazine en 1796. Il s'agit de la variété pourpre ramenée de Chine par le capitaine Blancard

Tout comme le plant hollandais disparu, un plant signalé en Angleterre ne survécut pas. Il aurait été cultivé au jardin des apothicaires de Chelsea en 1764 mais il fut si peu apprécié qu'il disparut. Pendant un quart de siècle, on n'a connaissance d'aucun exemplaire de chrysanthème ayant été cultivé en Europe (Angleterre y compris).
L'introduction définitive du chrysanthème revient à un Marseillais, « un vrai Marseillais, un personnage pittoresque avec une faconde méridionale débordante », nous dit Michel Cointat. Il s'appelle capitaine Pierre-Louis Blancard (1741–1826). Ce coureur des mers et remarquable commerçant, ne connait rien à la botanique mais il achète tout ce qui peut se revendre avec profit. En 1789, il rapporte de Chine sur son bateau, le Saint-Charles, quelques plants de chrysanthèmes. Des trois variétés emportées, la blanche, la violette et la pourpre, seule la pourpre survécut aux aléas du long voyage et arrive vivante à Marseille. Quelques boutures sont envoyées à un botaniste d'Aix-en-Provence, le chanoine Thomas d'Audibert de Ramatuelle. Et à l'automne 1790, l'abbé botaniste peut admirer la première floraison couleur lie de vin. Il en donne une description précise dans le Journal d'histoire naturelle (tome II, 1792), sous le nom d'Anthemis grandiflora (ou Camomille à grandes fleurs) car le réceptacle est garni de paillettes (ou paleae) à la base des fleurons, à la différence des Chrysanthemum au réceptacle nu. Un an plus tôt, il avait envoyé de sa Provence une centaine de pieds de sa Camomille à grandes fleurs au Jardin des Plantes de Paris. Ce qu'on appellera plus tard le « chrysanthème des fleuristes » plait aux jardiniers et sa culture se maintient chez les professionnels.
Un pépiniériste et botaniste de Montrouge près de Paris, Jacques-Martin Cels (1710-1806) le reçoit et le multiplie avec succès. En 1790, il en envoya quelques pieds au jardin de Kew en Angleterre. Six ans plus tard, une description en est donnée par Curtis dans le Botanical Magazine (pl. 327, en 1796) sous le nom de Chrysanthemum Indicum, sans aucune justification du changement de genre (voir l'illustration ci-contre). Dans les années suivantes, la Société horticole de Londres (Horticultural Society of London) encouragea l'importation de cultivars d'Extrême-Orient.
Actuellement, les chrysanthèmes horticoles sont nommés d'après Ramatuelle (1792) Chrysanthemum ×grandiflorum Ramat. ou Chrysanthemum ×morifolium Ramat.

#### L'amélioration variétale
Des mutations spontanées (ou sports) peuvent s'observer chez les chrysanthèmes cultivés qui peuvent toucher différentes parties de la plantes. Lorsque la mutation affecte uniquement un trait recherché comme la couleur de la fleur, le jardinier pourra choisir de la multiplier par marcottage ou bouturage. C'est ainsi que sont sélectionnés les nouvelles variétés. En 1824, 27 variétés sont répertoriées en Europe.
L'autre stratégie d'amélioration variétale consiste à effectuer des hybridations. Les chrysanthèmes cultivés sont dérivés d'hybridations spontanées et aussi probablement artificielles effectuées en Asie de l'Est, mais la première hybridation de chrysanthèmes connue est l’œuvre de Marc Bernet en 1827. Le véritable « père du chrysanthème », comme on l'a appelé à l'époque, est un demi-solde de l'armée impériale. Cet ancien officier de Napoléon, mis à la retraite sous la Restauration, se retire chez lui à Toulouse pour se consacrer à sa passion pour l'horticulture. Il va réussir une reproduction sexuée, tentée sans succès jusque-là par les jardiniers français et anglais. À partir de ses quelques variétés de chrysanthème, il est le premier à obtenir des graines fertiles en 1827. « Ceci lui permet de réaliser une reproduction croisée par semis et d'obtenir de multiples variétés nouvelles, ce qui était impossible par boutures. Le résultat est un beau chrysanthème violet, qu'il baptise du nom de son Dieu : Grand Napoléon » (Cointat 2002). Le chrysanthème qui pendant 38 ans, était resté une plante de chrysanthémistes professionnels, devint grâce à la dextérité de Bernet une plante ornementale largement répandue.

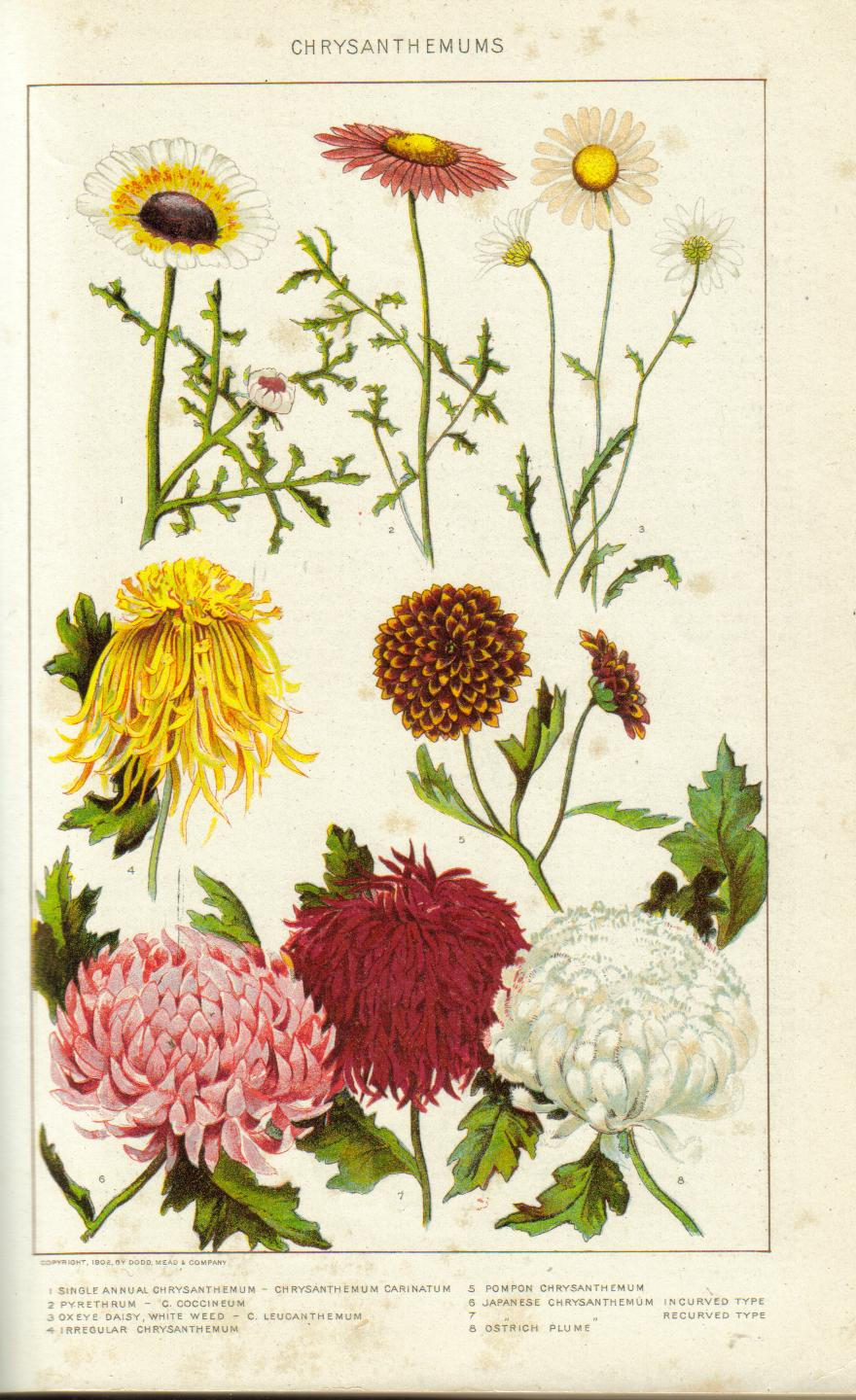
Peinture historique montrant plusieurs variétés de chrysanthèmes, du New International Encyclopedia, 1902.

Le processus de création de nouvelles formes et de nouvelles couleurs est lancé. En 1840, on compte environ 250 variétés horticoles sur le marché. Bernet ne cède ses créations qu'à son neveu Lebois, dont la collection va devenir la plus estimée de Paris.
En 1843, la Royal Horticultural Society envoie Robert Fortune, un botaniste chevronné, en Chine, pour ramener des plantes rares. Après la défaite chinoise face au Royaume-Uni, le traité de Nankin de 1842 avait forcé la Chine à ouvrir quelques ports au commerce extérieur. L'intrépide et rusé Fortune, en profite pour pénétrer dans un pays jusque-là complètement interdit aux étrangers. Il n'hésite pas à se déguiser en mandarin pour s'infiltrer dans les zones prohibées. En 1846, il ramène de son premier voyage une variété de chrysanthème nain, à fleurs d'un rouge brun, les pâquerettes de Chusan. Il décrit la technique des jardiniers chinois du pincement qui permet d'obtenir des plantes plus trapues et plus fleuries. Peu appréciés en Angleterre, les chrysanthèmes de Chusan furent envoyés à Lebois à Paris, où entre ses mains expertes, ils donnèrent diverses variétés à succès comme les Lilliputiens. Les chrysanthèmes de Chusan seront à l'origine des chrysanthèmes pompons et des variétés précoces. Les semeurs méridionaux autour de Toulouse ne sont pas en reste. Tel est Simon Délaux qui est le premier à pratiquer la fécondation artificielle et qui obtient des variétés panachées, jaune strié de carmin sur fond orange par exemple et des variétés précoces fleurissant dès le mois de juillet.
Lorsque la frénésie des obtentions de chrysanthèmes pompons commença à s'estomper ce fut celle pour produire des fleurs gigantesques qui prit le relai. C'est à nouveau une importation de Robert Fortune qui relance la course aux obtentions. En 1863, il ramène du Japon des chrysanthèmes Dragons à grandes fleurs. Par croisement des chrysanthèmes chinois à petites fleurs rayonnantes (comme des marguerites) avec les pieds japonais à grandes fleurs, les pépiniéristes obtiennent d'énormes fleurs sphériques, aux brillantes couleurs, ancêtres des chrysanthèmes actuels. Les jardiniers Anglais qui avaient en outre bien assimilé les conseils de culture donnés par Fortune, à savoir l'éboutonnage et les apports d'engrais liquide, impressionnèrent le jury de l'exposition de Troyes en 1886, en présentant des spécimens avec des fleurs énormes. Une course au gigantisme s'ensuivit : Ernest Calvat un gantier de Grenoble, obtint un record en 1904 avec Wallis dont les fleurs mesuraient 45 cm de diamètre. L'émulation franco-anglaise, va stimuler les jardiniers amateurs et professionnels à exploiter les immenses potentialités de la plante dans une rivalité pacifique où tout le monde fut gagnant. En 1897, une tentative de recensements des variétés produites en Europe, arrive au résultat faramineux de 9 000 cultivars. Pour trier les meilleures variétés dans cette profusion anarchique, la Société Française des Chrysanthémistes est créée en 1896, avec mission d'organiser tous les ans une exposition de chrysanthèmes et un concours pour récompenser les variétés les plus intéressantes.

## Origines génétiques du chrysanthème des fleuristes
L'origine des chrysanthèmes horticoles n'est pas complètement élucidée. Sur le millénaire et demi d'amélioration variétale, ce n'est que sur les deux derniers siècles que les notions d'espèce, de variété, de mutation (ponctuelle et chromosomique) et d'hybridation ont commencé à se préciser. On a entraperçu dans la section précédente, les difficultés pour les premiers botanistes, à circonscrire précisément une espèce exotique de pays très éloignés et interdits d'accès. Témoin de cette histoire alambiquée, Tela Botanica retient pas moins que 13 synonymes pour le terme désignant les chrysanthèmes horticoles Chrysanthemum ×grandiflorum Ramat.

### L'étude des espèces sauvages chinoises ne s'est faite qu'assez tardivement
En ce qui concerne les espèces sauvages chinoises dont sont issus les cultivars, il faut savoir que leur collecte sur le terrain par des botanistes bien formés a longtemps été difficile. Les premiers naturalistes Européens ont été des missionnaires qui devaient évoluer en milieu hostile après les guerres de l'opium.
Après la fin de la Chine impériale en 1911, quelques collectes ont pu se faire dans les années 1920 mais c'est surtout après 1949 et la stabilisation du pays, que les botanistes chinois formés à la botanique moderne ont pu arpenter les provinces pour collecter des spécimens et proposer un premier aperçu de la flore. La première publication de la Flore des plantes supérieures chinoise date de la fin de la Révolution culturelle (c'était même un des très rares ouvrages non politiques à être publié). Mais les chercheurs chinois étaient très isolés et étaient conscients que les appellations qu'ils employaient ne faisaient pas le consensus à l'étranger. Les publications de Flora Reipublicae Popularis Sinicae (FRPS) commencées en 1959, reprirent de 1977 à 2004. En 18 volumes, y sont décrites 31 180 espèces. Avec la politique d'ouverture vers l'extérieur des années 1980, les botanistes de l'Université de Californie à Berkeley établirent une collaboration avec leurs collègues Chinois pour produire ensemble une flore de Chine en anglais, disponible en ligne. Cette flore répertorie 27 espèces de chrysanthèmes indigènes de Chine.
Les études historiques ne permettant certainement pas d'élucider les origines génétiques des chrysanthèmes horticoles, les chercheurs se sont reportés vers les études des ressources génétiques actuellement disponibles.

### Variation du nombre de chromosomes (polyploïdie)

Illustration pour un jeu fictif de x=3 chromosomes, d'organismes haploïdes (n=x), diploïdes (2x), triploïdes (3x), tétraploïdes (4x)

Le nombre de chromosomes de base différents dans le genre Chrysanthemum est x=9, donc l'individu diploïde de référence, comporte 2n=2x=18 chromosomes (deux jeux de x=9 chromosomes différents). Les Chrysanthemum diploïdes sont les Chrysanthemum lavandulifolium Makino, C. nankingense Hand.-Mazz, C. naktongense Nakai, etc. Par contre, le Chrysanthemum indicum est généralement tétraploïde (4n=36) avec quelques populations, comme celle des monts Yuntai du Henan, diploïdes (2n=18). Dans les hexaploïdes, on trouve C. vestitum (Hemsl.) Stapf. En Chine, les espèces diploïdes sont réparties dans le nord-est alors que les tétraploïdes et hexaploïdes sont principalement distribuées dans l'est et le sud.
En ce qui concerne maintenant les cultivars de chrysanthèmes horticoles, on sait qu'ils comportent un nombre de chromosomes différents du type sauvage. Ils peuvent comporter beaucoup plus que deux jeux de chromosomes (polyploïdie). Ainsi souvent les chrysanthèmes à grandes fleurs comportent six jeux de chromosomes (6x=54, hexaploïdie). Mais l'anormalité peut porter aussi sur seulement quelques chromosomes (et non sur la totalité du jeux de neuf chromosomes). On parle dans ce cas d'aneuploïdie. Ainsi, un aneuploïde basé sur un hexaploïde pourrait avoir 6n+1 chromosomes.
L'analyse du caryotype de 38 cultivars de chrysanthèmes à grandes fleurs par Zhu et als a trouvé que la plupart comportaient entre 50 et 60 chromosomes et étaient des aneuploïdes à base hexaploïde. Le nombre de chromosomes varie donc énormément et même sur un seul individu, on peut observer des cellules d'extrémité de racines comportant un nombre différent de chromosomes.
Une nouvelle technique (la cytométrie en flux) a permis à l'équipe de Guo et al. d'analyser beaucoup plus de spécimens, 405 cultivars en l'occurrence. Ils ont trouvé que les cultivars les plus fréquents étaient tétraploïdes (43 %) suivis par les triploïdes (15 %). Les hexaploïdes sont relégués en troisième position (11 %). Le phénomène d'aneuploïdie touchent toujours la plupart des cultivars. Cette étude indique donc un très large champ de variation du nombre de chromosomes (du degré de ploïdie).
L'origine des chrysanthèmes cultivés proviendrait, comme il est généralement accepté, d'un long processus d'hybridations entre plusieurs espèces sauvages polyploïdes (diploïdes, tétraploïdes et hexaploïdes). Pour préciser un peu cette lente évolution, Guo et als ajoutent l'hypothèse que les chrysanthèmes à grandes fleurs triploïdes et tétraploïdes seraient apparus avant les hexaploïdes et proviendrait d'hybridations entre des espèces sauvages diploïdes, tétraploïdes et hexaploïdes. Ils formeraient une population de transition entre les espèces sauvages et les cultivars hexaploïdes. Mais, ils n'excluent pas d'autres explications.

### Analyse génétique basée sur lesmarqueurs génétiques(RAPD)
Dai et als ont utilisé les marqueurs RAPD pour discriminer 7 espèces sauvages de Chrysanthemum, 14 cultivars et 5 hybrides interspécifiques. L'analyse par grappes a indiqué que :
- parmi les 7 espèces sauvages, trois (C. indicum, C. vestitum,  et C. nankingense) étaient plus près du groupe des variétés cultivées
- que C. zawadskii était le plus distinct

D'après les auteurs, les cultivars pourraient dériver de C. indicum, C. vestitum,  et C. nankingense.

### Essai d'hybridations d'espèces sauvages
Zhou Jie dans un travail de thèse récent (2009) a essayé de recréer des chrysanthèmes cultivés en croisant des espèces sauvages.
À cette fin, il a collecté des spécimens de multiples espèces sauvages récoltées dans 11 provinces différentes, 14 types de cultivars de "chrysanthèmes médicinaux" considérés comme plus proches des ancêtres et des hybrides naturels de C. indicum × C. vestitum. Cette collection de ressources génétiques est conservée dans le jardin de l'Université forestière de Pékin et a servi pour des études d'hybridations interspécifiques.
Il a obtenu 675 plantules hybrides dans 47 combinaisons différentes. Il observe que les hybridations les plus faciles se font entre C. vestitum × C. indicum, ou C. vestitum × C. zawadskii ou C. vestitum × C. lavandulifolium. Beaucoup de caractères de cette première génération F1 tels que la forme du capitule, la couleur des fleurs, le type des feuilles sont presque ceux des chrysanthèmes horticoles. La seconde génération après une pollinisation naturelle est pratiquement identique aux chrysanthèmes horticoles.
Zhou Jie a utilisé des marqueurs génétiques avec la technique ISSR-PCR pour étudier le polymorphisme de 86 plants de chrysanthèmes. L'analyse des grappes a montré que les C. vestitum, les chrysanthèmes horticoles et les chrysanthèmes médicinaux avaient la plus grande affinité, suivi par C. vestitum de Yichang, C. zawadskii, C. nankingense. L'évolution des chrysanthèmes a dû se faire en partant des chrysanthèmes sauvages via les chrysanthèmes médicinaux pour aboutir aux chrysanthèmes ornementaux.
De ses nombreuses études, Zhou Jie conclut que l'origine des chrysanthèmes horticoles, remonte à l'époque de Tao Yuanming en Chine, et doit se situer dans le cours moyen du Fleuve Bleu (Chang jiang) (dans les provinces du Hubei, Anhui, Henan) où des croisements interspécifiques d'espèces sauvages ont donné un complexe d'hybrides cultivés après des générations de sélections artificielles de variations jugées intéressantes par les horticulteurs. Les parents principaux du complexe de cultigènes pourraient être C. vestitum et C. indicum suivis par C. zawadskii, C. nankingense, C. lavendulifolium,  var. aromaticum, C. dichrum, etc.

## Symbolique des chrysanthèmes cultivés

### En Chine
Pour donner sens au monde, la philosophie naturelle de la Chine ancienne conçut des chaînes de correspondances entre le macrocosme et le microcosme, entre la nature et l'homme. Ce dense réseaux de correspondances symboliques va être un trait caractéristique de la culture chinoise que l'on retrouvera aussi bien dans la médecine, la diététique, la littérature, ou dans le folklore et les croyances populaires. Il s'agit bien sûr de relations analogiques, allusives et chargée de poésie mais sans valeur causale.
C'est ainsi que le chrysanthème vivace, nommé júhuā 菊花 en chinois moderne, fait partie des Quatre nobles plantes avec le prunus mume, l'orchidée et le bambou. Ces plantes, associées au Quatre gentilshommes (si junzi 四君子) du confucianisme, symbolisent des vertus confucéennes. Le chrysanthème capable de braver les premières froidures automnales est apprécié pour sa qualité de courage et de détermination. Juste comme il est capable d'affronter vaillamment les jours courts de la mauvaise saison, le chrysanthème symbolise le lettré confucéen capable de s'en tenir fermement aux principes moraux essentiels sans craindre la disgrâce impériale. Les Quatre nobles plantes sont aussi associées aux quatre saisons : le chrysanthème à l'automne, le prunus mume à l'hiver, l'orchidée au printemps, le bambou à l'été. Le chrysanthème est aussi rattaché au neuvième mois du calendrier chinois, époque de sa splendide floraison, et comme « neuf » (jiǔ 九) est homophone de « longtemps » (jiǔ 久), le chrysanthème est symbole de durée et de longue vie. Le mieux est de l'honorer le neuvième jour du neuvième mois lunaire, durant la fête du double neuf (Chóngyángjié). Ce jour-là, on admire les fleurs de chrysanthème, on boit une liqueur de chrysanthème et on mange des gâteaux de chrysanthème. On prépare pour la fête de la prochaine année, la liqueur de chrysanthème en mettant à macérer avec des grains de riz, des fleurs et feuilles de chrysanthèmes. Cette liqueur est bien sûr réputée allonger la vie. Depuis la fin des années 1980, la fête du Chongyang est devenue la fête des personnes âgées.
Le poète Tao Yuanming 365-427, (陶渊明) est célèbre pour avoir vanté la vie simple à la campagne, loin des turpitudes des hommes de pouvoir. Après avoir démissionné de ses responsabilités dans l'Administration, car il refusait de s'incliner devant ses supérieurs « pour cinq boisseaux de riz », il se retira à la campagne pour se consacrer à la poésie et à la culture des chrysanthèmes. Dans son poème Déguster le vin (traduction de Richard Wilhelm), il célèbre la beauté d'une matinée d'automne :
| 饮酒其七                                      | Déguster le vin |
| 秋菊有佳色 裛露掇其英 汎此忘忧物 远我遗世情。 | En une tardive magnificence, fleurissent les chrysanthèmes Je les cueille, baignée de la rosée du matin Pour recevoir en moi leur pureté Je me suis assis solitaire devant mon vin |

Pour s'imprégner de la pureté de la nature, le poète déguste un verre de liqueur dans lequel baigne des pétales de chrysanthèmes fraichement cueillis. Pour Needham, « ce fut lui [Tao Yuanming] plus que tout autre, qui donna l'impulsion à la culture des chrysanthèmes ».
Le plus célèbre poème à la gloire du chrysanthème n'est pas l’œuvre d'un contemplatif, mais à l'opposé, celle d'un farouche chef d'une jacquerie paysanne contre la dynastie Tang. Alors qu'il avait pris la tête de la révolte paysanne, Huang Chao (黄巢) rédige une ode au chrysanthème, avec une série d'allusions à son intention de monter sur le trône (traduction de Che Lin) :
| 题菊花                                                            | Au chrysanthème |
| 飒飒西风满院栽 蕊寒香冷蝶难来。 他年我若为青帝， 报与桃花一处开。 | Au vent d'ouest glacial, vous êtes florissant dans mon jardin Votre parfum n'attire nul papillon frileux Si je deviens un jour maître du printemps Je vous inviterai à vous épanouir avec la fleur du pêcher |

### En France
En France, la tradition veut que les familles déposent des pots de chrysanthèmes sur les caveaux familiaux pour la Commémoration de tous les fidèles défunts (le lendemain de la Toussaint). En 2010, les Français ont acheté 21,3 millions de pots de chrysanthèmes pour la Toussaint, pour un montant total de 163,2 millions d'euros. Sur toute l'année, ils en achètent 23,1 millions de pots.
La fête des morts remonte au Xe siècle, exactement à 998 quand Odilon, abbé de Cluny, institue, le 2 novembre, une journée consacrée à la commémoration de tous les fidèles trépassés. Léon IX, pape de 1049 à 1054, approuvera cette décision.
Mais le fleurissement des tombes à cette occasion est beaucoup plus récent.
Dès le milieu du XIXe siècle apparaissent sur les tombes des défunts les chrysanthèmes qui remplacent la flamme des bougies.
Clemenceau lors du premier anniversaire de l'armistice le 11 novembre 1919, aurait appelé les Français à fleurir les tombes des soldats tombés au front. On a choisi le chrysanthème pour fleurir les tombes des soldats car il fleurit tard dans l’année et peut résister au gel. À mesure du temps, l’arrivée des chrysanthèmes dans les cimetières glisse du 11 novembre à la fête des morts du 2 novembre.
L'association du chrysanthème avec la mort n'est pas universelle. En Europe, on la trouve, outre en France, en Italie, Espagne, Pologne, Hongrie et Croatie. En Asie de l'Est, les chrysanthèmes blancs sont associés avec le chagrin et la mort. Aux États-Unis, la fleur est considérée comme positive (sauf à La Nouvelle-Orléans). En Australie, les chrysanthèmes sont offerts aux mamans pour la fête des mères.

## Pratiques horticoles

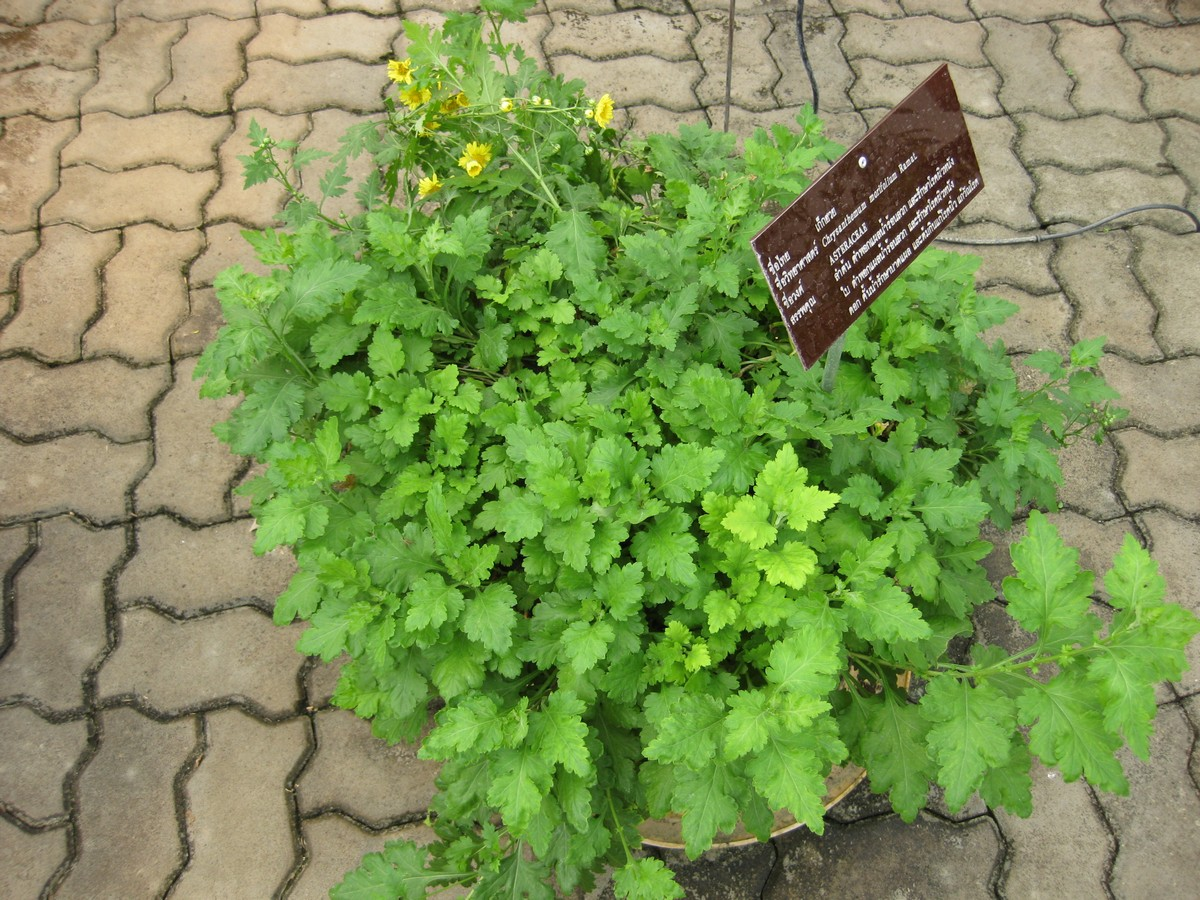
Vue d'ensemble d'un Chrysanthemum*morifolium en fleurs cultivé en pot, Jardin botanique de la reine Sirikit, en Thaïlande.

Le chrysanthème des fleuristes d'origine asiatique est une plante vivace alors que les Chrysanthèmes européens (Chrysanthème couronné etc) sont des annuels.
La culture des chrysanthèmes d'automne comme fleurs à couper est après la rose, la culture la plus importante sur le plan économique global. En termes de tiges produites par an, en 1997, le Japon était de loin le premier producteur avec 2 milliards de tiges, puis venaient les Pays-Bas (800 millions), la Colombie (600 millions), l'Italie (500 millions).
- Utilisations
C'est une plante ornementale, utilisée :
  - en potée fleurie d'intérieur
  - en potée fleurie d'extérieur (jardinière, pot)
  - en massif à côté d'autres plantes d'automne comme les asters
  - comme fleurs coupées
- Photopériodisme

Le chrysanthème est une plante à jours courts. Il se met à fleurir quand la durée du jour est inférieure à 14 heures.
- Multiplication
  - Par semis, en mai.
  - Bouturage de tête, en février sous abri ou en extérieur en avril-mai, sur des rameaux feuillus d'environ 8 cm
  - Division de touffes
  - Culture in-vitro
- Travaux culturaux
  - planter les chrysanthèmes hybrides des jardins au printemps, dans un sol fertile et sablonneux. Éviter les sols mal drainés. Choisir un endroit bien ensoleillé pour obtenir une floraison abondante
  - pincement : c'est une taille des extrémités qui consiste à couper la tête de la bouture lorsqu'elle atteint la taille de 20 cm de haut, en lui enlevant 2 à 4 cm. Ceci permet d'avoir plusieurs têtes à l'époque de la floraison
  - éboutonnage
  - tuteurage
  - arrosage : en été, arroser deux fois par semaine sans mouiller le feuillage
  - engrais : apporter un engrais liquide pour plantes fleuries une fois par semaine de juillet jusqu'à ce les boutons se colorent
  - paillez vos plantes en massif pour l'hiver et rentrez les pots en cas de gel